# Maximilian Larsen
Maximilian Larsen (eigentlich Max Fritz Bruno Schwenkner; * 13. Februar 1904 in Rixdorf; † 13. Januar 1975 in Berlin) war ein deutscher Schauspieler sowie Synchron- und Hörspielsprecher.

## Leben und Wirken
Der Sohn des Schneidermeisters und späteren Kaufmanns Maximilian Schwenkner und der Näherin Klara Dierberg erhielt seine künstlerische Ausbildung Mitte der 1920er-Jahre und trat zunächst in Breslau sowie an Berliner Kabaretts auf. Nach der nationalsozialistischen Machtergreifung wurde das KPD-Mitglied Larsen im März 1933 delogiert und des Landes verwiesen. Bald darauf fand er Unterschlupf bei seiner Parteigenossin Mathilde Griese, die ihn während des Dritten Reichs in verschiedenen Berliner Wohnungen versteckt hielt. Nach dem Ende des Zweiten Weltkriegs heirateten Larsen und Griese.
Ab 1947 war Larsen als Schauspieler, Rezitator und Regisseur von Rundfunksendungen beim Sender Leipzig des Mitteldeutschen Rundfunks tätig. Nach der 1952 erfolgten Zentralisierung des Rundfunkwesens in der DDR kam Larsen zur DEFA, wo er durch etliche kleine bis mittelgroße Filmrollen einem breiten Publikum bekannt wurde. Von kräftiger Statur, verkörperte der ehemalige Boxmeister von Brandenburg meist eindrucksvolle, zupackende Gestalten in Inszenierungen namhafter Regisseure wie Gustav von Wangenheim (Gefährliche Fracht), Martin Hellberg (Der Ochse von Kulm), Curt Bois (Ein Polterabend), Heiner Carow (Das Leben beginnt) und Frank Beyer (Zwei Mütter).
Daneben war Larsen umfangreich als Sprecher für Hörspiel und Filmsynchronisation tätig. Als Synchronsprecher lieh er unter anderem Alexei Smirnow in Der Hirsch mit dem goldenen Geweih, Robert Dalban in Der Verrückte von Labor 4 und Boris Andrejew als russischem Volkshelden Ilja Muromez in Der Kampf um das goldene Tor seine Stimme.
Maximilian Larsen war von 1967 bis zu seinem Tod in zweiter Ehe mit Charlotte Koczot verheiratet und lebte zuletzt in Berlin-Baumschulenweg. Er starb 1975.

## Filmografie
- 1954: Gefährliche Fracht
- 1954: Ludwig van Beethoven (nur Stimme)
- 1955: Der Ochse von Kulm
- 1955: Ein Polterabend
- 1955: Star mit fremden Federn
- 1955: Robert Mayer – Der Arzt aus Heilbronn
- 1956: Junges Gemüse
- 1957: Mazurka der Liebe
- 1957: Zwei Mütter
- 1957: Wo Du hin gehst…
- 1957: Berlin – Ecke Schönhauser…
- 1958: Versuchsreihe K7 (Fernsehfilm)
- 1958: Tatort Berlin
- 1959: Kapitäne bleiben an Bord
- 1959: Tote Seelen (Fernsehfilm)
- 1959: Die Nachtigall (Fernsehfilm)
- 1960: Das Leben beginnt
- 1960: Parole Freies Deutschland (Fernsehfilm)
- 1962: Königskinder
- 1963: For Eyes Only
- 1965: Entlassen auf Bewährung
- 1966: Hannes Trostberg (Fernsehserie)
- 1967: Der Schatten eines Kämpfers (Fernsehserie)
- 1967: Der schwarze Reiter (Fernsehserie)
- 1968: Hauptmann Florian von der Mühle

## Synchronrollen (Auswahl)
- 1957: Vladimir Medar als Lokführer in Bahnraub in Belgrad
- 1957: Alexandre Rignault als Willard in Die Hexen von Salem
- 1958: Boris Fjodorowitsch Andrejew als Ilja Muromez in Ilja Muromez
- 1960: Finlay Currie als Abel Magwitch in Geheimnisvolle Erbschaft
- 1960: Jean Gabin als Henri Neveux in Wiesenstraße Nr. 10
- 1968: Alexei Makarowitsch Smirnow als Hauptfeuerwehrmann in Feuer, Wasser und Posaunen
- 1973: Alexei Makarowitsch Smirnow als Kapitonytsch in Der Hirsch mit dem goldenen Geweih
- 1974: Artyk Dschallyjew als Jalmagys in Der Wundervogel Semurg

## Hörspiele
- 1948: Das Totenschiff – Regie: Carl Nagel (Hörspiel – MDR)
- 1949: Die Brautschau – Regie: Werner Wieland (Hörspiel – MDR)
- 1949: Iphigenie auf Tauris – Regie: Carl Nagel (Hörspiel – MDR)
- 1950: Jaroslav Hašek: Der brave Soldat Schwejk – Regie: Carl Nagel (Hörspiel – MDR)
- 1960: Rolf Schneider: Der dritte Kreuzzug oder Die wundersame Geschichte des Ritters Kunifried von Raupenbiel und seine Aventiuren – Regie: Wolfgang Brunecker (Hörspiel – Rundfunk der DDR)
- 1960: Hans Pfeiffer: Schüsse am Hochmoor (Fritz Meffert) – Regie: Werner Grunow (Kriminalhörspiel – Rundfunk der DDR)
- 1960: Dimitri Nagischkin: Der tapfere Asmun (Tairnads, Herr des Meeres) – Regie: Theodor Popp (Kinderhörspiel – Eterna/Litera)
- 1961: Ferenc Taar: Die Schlacht in der Veréb-Gasse (Daniel Virag) – Regie: Helmut Hellstorff (Hörspiel – Rundfunk der DDR)
- 1961: Karl-Heinrich Bonn: Nächtlicher Besuch (Herr Reichel) – Regie: Helmut Hellstorff (Hörspiel – Rundfunk der DDR)
- 1961: Jane Kavcic: Zug Nr. 612 (Tone) – Regie: Wolfgang Brunecker (Hörspiel – Rundfunk der DDR)
- 1963: Gerhard Rentzsch: Die Geschichte eines Mantels – Regie: Edgar Kaufmann (Hörspiel – Rundfunk der DDR)
- 1963: Hanna Emuth: Fummel und Bummel beim Weihnachtsmann (Weihnachtsmann) – Regie: Fritz Göhler (Kinderhörspiel – Litera)
- 1964: Rudolf Kirsten: Die Teufelsmühle (Brückenmüller) – Regie: Flora Hoffmann (Kinderhörspiel – Rundfunk der DDR)
- 1965: Heinz Knobloch: Pardon für Bütten – Regie: Wolfgang Brunecker (Kinderhörspiel – Rundfunk der DDR)
- 1966: Herribert Schanke: Dritabse – Regie: Maritta Hübner (Kinderhörspiel – Rundfunk der DDR)
- 1966: Charlotte Benz nach Jacob Grimm/Wilhelm Grimm: Hans im Glück (Bauer) – Regie: Theodor Popp (Kinderhörspiel – Litera)
- 1967: Michail Scholochow: Fremdes Blut (Sachar) – Regie: Werner Grunow (Hörspiel – Rundfunk der DDR)
- 1967: Volkstext: Der Hase und der Brunnen – Regie: Helmut Molleg (Kinderhörspiel – Rundfunk der DDR)
- 1967: Siegfried Pfaff: Regina B. – Ein Tag in ihrem Leben (Krafft) – Regie: Fritz-Ernst Fechner (Hörspiel – Rundfunk der DDR)
- 1968: Emmanuel Roblès: Männerarbeit – Regie: Edgar Kaufmann (Hörspiel – Rundfunk der DDR)
- 1968: Rolf Gumlich: Verliebt über anderthalb Ohren (Meister) – Regie: Horst Gosse (Kinderhörspiel – Rundfunk der DDR)
- 1968: Maxim Gorki: Pasquarello – Der Redakteur – Regie: Detlef Kurzweg (Kinderhörspiel – Rundfunk der DDR)
- 1968: Nikolai Dubow: Der Junge am Meer (Ignat) – Regie: Manfred Täubert (Kinderhörspiel – Rundfunk der DDR)
- 1969: Dimitar Gulew: Unterwegs zum anderen Ufer (Bai Totju) – Regie: Helmut Hellstorff (Hörspiel – Rundfunk der DDR)
- 1970: Peter Brock: Der eigene Herd (Briesewitz) – Regie: Joachim Gürtner (Hörspielserie: Neumann, zweimal klingeln – Rundfunk der DDR)
- 1970: Alexej Sergej: Der Sohn des Riesen (Onkel Spat) – Regie: Manfred Täubert (Kinderhörspiel – Rundfunk der DDR)
- 1970: Jelesnikow: So ein Held sein, das muß man lernen wie das ABC in der Schule – Regie: Maritta Hübner (Kinderhörspiel – Rundfunk der DDR)
- 1971: Heinrich Mann: Die Vollendung des Königs Henri Quatre – Regie: Fritz Göhler (Hörspiel – Rundfunk der DDR)
- 1974: Günter Spranger: Zur Fahndung ausgeschrieben: Sabine (Herr Mehnert) – Regie: Albrecht Surkau (Hörspielreihe: Tatbestand, Nr. 3 – Rundfunk der DDR)